# جنت مونرو
جنت مونرو (انگلیسی: Janet Munro; ۲۸ سپتامبر ۱۹۳۴ – ۶ دسامبر ۱۹۷۲) یک هنرپیشه اهل بریتانیا بود.

## بخشی از فیلمشناسی
از فیلم‌ها یا برنامه‌های تلویزیونی که وی در آن نقش داشته‌است می‌توان به آثار زیر اشاره کرد.
- قایم موشک ()
- داربی اوگیل و مردم کوچولو ()
- روزی که زمین آتش گرفت ()